# Mistrzostwa Świata w Narciarstwie Alpejskim 2013
42. Mistrzostwa Świata w Narciarstwie Alpejskim – zawody sportowe, które odbywały się w Schladming w Austrii między 5 i 17 lutego 2013 roku. Organizatora imprezy wybrano 29 maja 2008 na kongresie FIS w Kapsztadzie w Południowej Afryce.
Od mistrzostw świata w 1982 Schladming dwukrotnie bezskutecznie ubiegało się o prawo organizacji zawodów tej rangi.

## Reprezentacje
W zawodach udział wzięło 70 reprezentacji narodowych i 609 zawodników. Po raz pierwszy na mistrzostwach świata w narciarstwie alpejskim wystartowała reprezentacja Malty.  

- Albania
- Andora
- Argentyna
- Armenia
- Australia
- Austria
- Azerbejdżan
- Białoruś
- Belgia
- Bośnia i Hercegowina
- Brazylia
- Bułgaria
- Kanada
- Chile
- Chiny
- Chorwacja
- Cypr
- Czechy
- Dania
- Finlandia
- Francja
- Gruzja
- Holandia
- Wielka Brytania
- Grecja
- Haiti
- Węgry
- Islandia
- Indie
- Iran
- Irlandia
- Izrael
- Włochy
- Jamajka
- Japonia
- Kazachstan
- Kirgistan
- Łotwa
- Liban
- Liechtenstein
- Litwa
- Luksemburg
- Macedonia Północna
- Malta
- Meksyk
- Mołdawia
- Monako
- Czarnogóra
- Holandia
- Niemcy
- Nowa Zelandia
- Norwegia
- Polska
- Peru
- Portugalia
- Portoryko
- Rumunia
- Rosja
- San Marino
- Serbia
- Słowacja
- Słowenia
- Korea Południowa
- Hiszpania
- Szwecja
- Szwajcaria
- Ukraina
- Stany Zjednoczone
- Wyspy Dziewicze Stanów Zjednoczonych
- Uzbekistan

### Reprezentacja Polski
| Kobiety: - Karolina Chrapek (supergigant, superkombinacja, slalom gigant, slalom) - Agnieszka Gąsienica-Daniel (supergigant, superkombinacja, slalom gigant, slalom) - Maryna Gąsienica-Daniel (supergigant, superkombinacja, slalom gigant, slalom) - Aleksandra Kluś (slalom gigant, slalom) | Mężczyźni: - Maciej Bydliński (zjazd, supergigant, superkombinacja, slalom gigant, slalom) - Michał Jasiczek (slalom) - Michał Kłusak (zjazd, supergigant, superkombinacja, slalom gigant, slalom) |

## Medale

### Mężczyźni
| Konkurencja               | Data      | Złoto              | Czas    | Srebro                | Czas    | Brąz               | Czas    |
| Supergigant Szczegóły     | 6 lutego  | Ted Ligety         | 1:23,96 | Gauthier de Tessières | 1:24,16 | Aksel Lund Svindal | 1:24,18 |
| Zjazd Szczegóły           | 9 lutego  | Aksel Lund Svindal | 2:01,32 | Dominik Paris         | 2:01,78 | David Poisson      | 2:02,29 |
| Superkombinacja Szczegóły | 11 lutego | Ted Ligety         | 2:56,96 | Ivica Kostelić        | 2:58,11 | Romed Baumann      | 2:58,13 |
| Slalom gigant Szczegóły   | 15 lutego | Ted Ligety         | 2:28,92 | Marcel Hirscher       | 2:29,73 | Manfred Mölgg      | 2:30,67 |
| Slalom Szczegóły          | 17 lutego | Marcel Hirscher    | 1:51,03 | Felix Neureuther      | 1:51,45 | Mario Matt         | 1:51,68 |

### Kobiety
| Konkurencja               | Data      | Złoto             | Czas    | Srebro               | Czas    | Brąz              | Czas    |
| Supergigant Szczegóły     | 5 lutego  | Tina Maze         | 1:35,39 | Lara Gut             | 1:35,71 | Julia Mancuso     | 1:35,91 |
| Superkombinacja Szczegóły | 8 lutego  | Maria Höfl-Riesch | 2:39,92 | Tina Maze            | 2:40,38 | Nicole Hosp       | 2:40,92 |
| Zjazd Szczegóły           | 10 lutego | Marion Rolland    | 1:50,00 | Nadia Fanchini       | 1:50,16 | Maria Höfl-Riesch | 1:50,70 |
| Slalom Gigant Szczegóły   | 14 lutego | Tessa Worley      | 2:08,06 | Tina Maze            | 2:09,18 | Anna Fenninger    | 2:09,24 |
| Slalom Szczegóły          | 16 lutego | Mikaela Shiffrin  | 1:39,85 | Michaela Kirchgasser | 1:40,07 | Frida Hansdotter  | 1:40,11 |

### Drużynowo
| Konkurencja                     | Data      | Złoto | Czas | Srebro | Czas | Brąz | Czas |
| Rywalizacja drużynowa Szczegóły | 12 lutego | Austria · Nicole Hosp · Michaela Kirchgasser · Carmen Thalmann · Marcel Hirscher · Marcel Mathis · Philipp Schörghofer |      | Szwecja · Nathalie Eklund · Frida Hansdotter · Maria Pietilä-Holmner · Jens Byggmark · Mattias Hargin · André Myhrer |      | Niemcy · Lena Dürr · Maria Höfl-Riesch · Veronique Hronek · Fritz Dopfer · Stefan Luitz · Felix Neureuther |      |

## Tabela medalowa
| Lp. | Państwo           | złoto | srebro | brąz | razem |
| --- | ----------------- | ----- | ------ | ---- | ----- |
| 1.  | Stany Zjednoczone | 4     | 0      | 1    | 5     |
| 2.  | Austria           | 2     | 2      | 4    | 8     |
| 3.  | Francja           | 2     | 1      | 1    | 4     |
| 4.  | Słowenia          | 1     | 2      | 0    | 3     |
| 5.  | Niemcy            | 1     | 1      | 2    | 4     |
| 6.  | Norwegia          | 1     | 0      | 1    | 2     |
| 7.  | Włochy            | 0     | 2      | 1    | 3     |
| 8.  | Szwecja           | 0     | 1      | 1    | 2     |
| 9.  | Chorwacja         | 0     | 1      | 0    | 1     |
| 9.  | Szwajcaria        | 0     | 1      | 0    | 1     |